# Liste des évêques de Lacedonia
Cette liste recense les évêques qui se sont succédé sur le siège du diocèse de Lacedonia. En 1818, le diocèse de Trevico (it) est supprimé et incorporé dans le diocèse de Lacedonia. En 1974, Agapito Simeoni est nommé évêque d'Ariano Irpino et de Lacedonia, unissant les deux sièges in persona episcopi. Le 30 septembre 1986, l’union est complète et le diocèse prend le nom actuel de diocèse d'Ariano Irpino-Lacedonia.

## Évêques de Lacedonia
- Simeone (?) (mentionné en 1059)
- Guiberto (1070-1080)
- Desiderio (1082-1085)
- Giacinto Ier (mentionné en 1108)
- Giovanni (1175-1177)
- Angelo (mentionné en 1179)
- Anonyme (mentionné en 1185)
- Guglielmo (1212-1221)
- Antonio Ier (mentionné en 1265)
- Ruggero (? -1266)
  - Siège vacant (1266/68-1272/73)
- Daniele (1290-1304)
- Nicolò I de Arnoldo (1321-1345)
- Francesco de' Marzii, O.F.M (1345- ?)
- Paolo de' Manassi, O.F.M (1352-1385)
- Antonio II (1386-1392)
- Guglielmo di Nardò, O.F.M (1392-1396), nommé évêque de Gallipoli
- Giovanni Ier, O.F.M (1396-1399), déposé
- Jacopo de Marzia (1399- ?)
- Adinolfo (1401-1417)
- Giacinto II (1417- ?)
- Nicolò II (1424- ?)
- Antonio III (1428- ?)
- Giovanni II (? -1452)
- Giacomo Porfida (1452-1463), nommé évêque d'Ariano
- Petruccio de Migliolo (1463-1481)
- Giovanni dei Porcari (1481-1486)
- Niccolò de Rubini (1486-1505)
- Antonio Dura (1506-1538)
  - Antonio Sanseverino (1538-1538), administrateur apostolique
- Scipione Dura (1538-1551)
- Paolo Cappelletto (1551-1564)
- Gianfranco Carducci (1565-1584)
- Marco Pedacca, O.S.B (1584-1602)
- Giovanni Paolo Pallantieri, O.F.M.Conv (1602-1606)
- Giacomo Candido (1606-1608)
- Gian Gerolamo Campanili (1608-1625), nommé évêque d'Isernia
- Ferdinando Bruni, O.F.M (1625-1648)
- Gian Giacomo Cristoforo (1649-1649)
- Ambrosio Viola, O.P (1649-1651)
- Giacomo Giordano (1651-1661)
- Pier Antonio Capobianchi (1663-1672)
- Benedetto Bartolo (1672-1684), nommé évêque de Belcastro
- Giambattista Morea (1684-1711)
  - Siège vacant (1711-1718)
- Gennaro Scalea (1718-1736), nommé évêque de San Severo
- Claudio Domenico Albini (1736-1744)
- Tommaso Aceti (1744-1749)
- Nicolò de Amato (1749-1789)
  - Siège vacant (1789-1798)
- Francesco Ubaldo Romanzi (1798-1816)
  - Siège vacant (1816-1819)
- Vincenzo Ferrari, O.P (1819-1824), nommé évêque de Melfi et Rapolla
- Desiderio Mennone, C.Ss.R (1824-1825)
  - Siège vacant (1825-1828)
- Giuseppe Maria Botticelli, O.M (1828-1832)
- Michele Lanzetta (1834-1842)
- Luigi Giamporcaro (1843-1844), nommé évêque de Monopoli
- Luigi Napolitano (1845-1857)
- Francesco Maiorsini (1859-1871), nommé archevêque d'Amalfi
- Benedetto Augusto (1871-1879)
- Pietro Alfonso Iorio (1880-1885), nommé archevêque de Tarante
- Giovanni Maria Diamare (1885-1888), nommé évêque de Sessa Aurunca
- Francesco Niola (1888-1891), nommé archevêque de Gaète
- Diomede Falconio, O.F.M Réf (1892-1895), nommé archevêque d'Acerenza et Matera
- Nicolo Zimarino (1895-1906), nommé évêque de Gravina et Irsina
- Gaetano Pizzi (1907-1912), nommé évêque de San Severo
- Cosimo Agostino (1913-1915), nommé évêque d'Ariano
- Francesco Maffei (1916-1926)
- Giulio Tommasi (1928-1936)
  - Siège vacant (1936-1940)
- Cristoforo Domenico Carullo, O.F.M (1940-1968)
  - Siège vacant (1968-1974)
- Agapito Simeoni (1974-1976)
- Nicola Agnozzi, O.F.M.Conv (1976-1986), nommé évêque d'Ariano Irpino-Lacedonia

## Sources
- « Diocese of Ariano Irpino-Lacedonia », sur www.catholic-hierarchy.org